# Ignoramus et ignorabimus

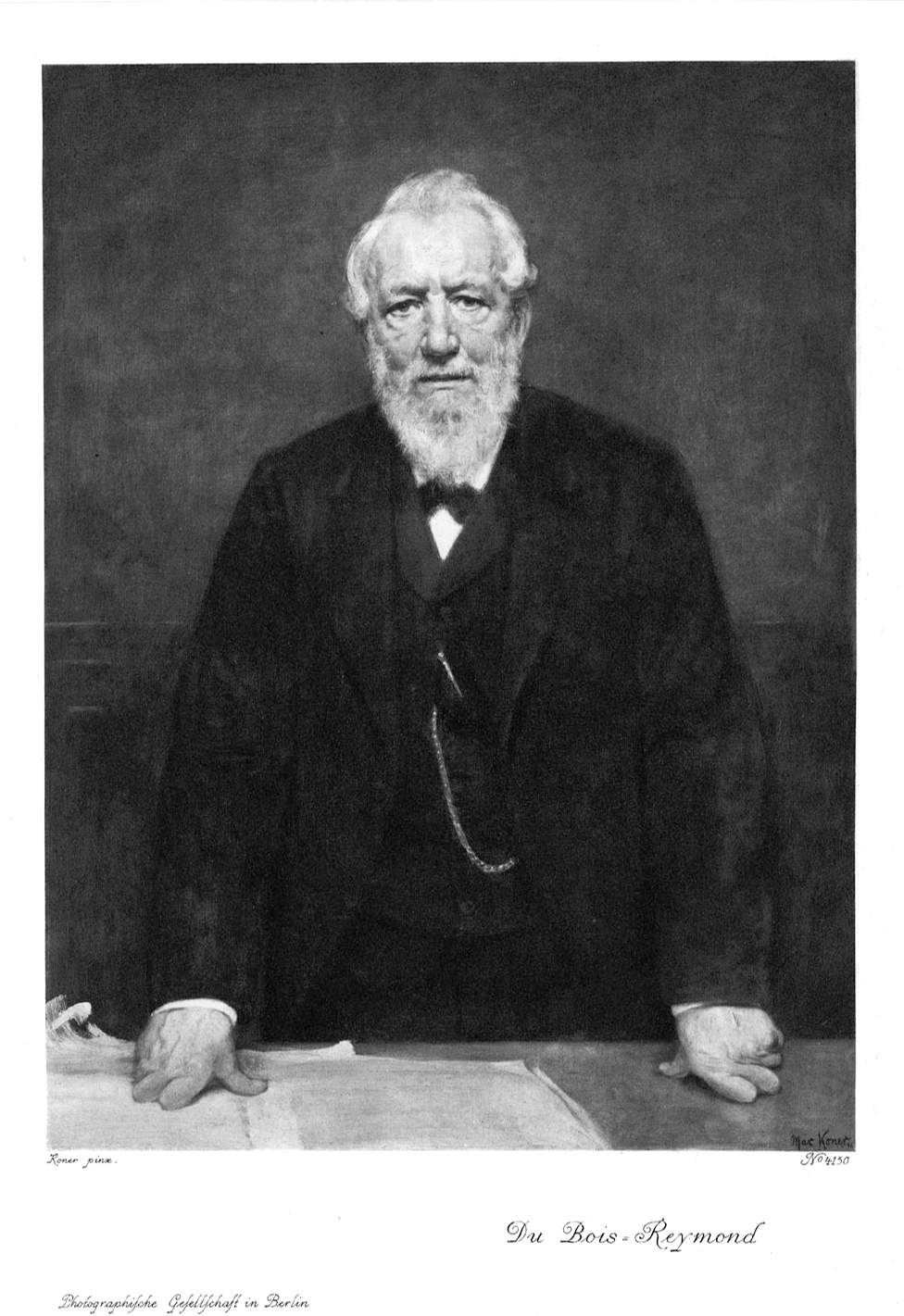
Emil Heinrich du Bois-Reymond prägte den Ausspruch „Ignoramus et ignorabimus“

Ignoramus et ignorabimus (lat. „Wir wissen es nicht und wir werden es niemals wissen“) ist ein stark gekürzter Ausspruch des Physiologen Emil Heinrich Du Bois-Reymond, der als Ausdruck der Skepsis gegenüber den Erklärungsansprüchen der Naturwissenschaften bekannt geworden ist. Das vollständige Zitat lautet:

„Gegenüber den Rätseln der Körperwelt ist der Naturforscher längst gewöhnt, mit männlicher Entsagung sein ‚Ignoramus‘ auszusprechen. Im Rückblick auf die durchlaufene siegreiche Bahn trägt ihn dabei das stille Bewußtsein, daß, wo er jetzt nicht weiß, er wenigstens unter Umständen wissen könnte, und dereinst vielleicht wissen wird. Gegenüber dem Rätsel aber, was Materie und Kraft seien, und wie sie zu denken vermögen, muß er ein für allemal zu dem viel schwerer abzugebenden Wahrspruch sich entschließen: ‚Ignorabimus‘.“

Du Bois-Reymond formulierte diese Worte erstmals 1872 als Zusammenfassung und Pointe seines Vortrags „Über die Grenzen des Naturerkennens“ auf der Versammlung der Gesellschaft Deutscher Naturforscher und Ärzte (GDNÄ) in Leipzig. Darin postulierte er zwei grundsätzliche Grenzen des Naturerkennens: das Wesen von Materie und Kraft und das Verhältnis, in dem Bewusstseinszustände zu ihren materiellen Voraussetzungen stehen.
In seinem 1880 vor der Königlichen Akademie der Wissenschaften zu Berlin gehaltenen Vortrag Die sieben Welträthsel unterschied er weitere Welträtsel, von denen er einige allerdings für grundsätzlich unlösbar hielt. Seine Thesen erregten große Aufmerksamkeit und wurden sehr kontrovers diskutiert. Ernst Haeckels erfolgreichstes Buch Die Welträthsel etwa ist eine Reaktion auf die Thesen du Bois-Reymonds.
Noch heute gibt es in der Philosophie des Geistes – und besonders in der Qualiadebatte – zahlreiche Reaktionen auf die Ignoramus-et-ignorabimus-Rede, da du Bois-Reymond Bewusstsein für grundsätzlich unerklärlich hielt. Er hatte gefragt:

„Welche denkbare Verbindung besteht zwischen bestimmten Bewegungen bestimmter Atome in meinem Gehirn einerseits, andererseits den für mich ursprünglichen, nicht weiter definierbaren, nicht wegzuleugnenden Tatsachen ‚Ich fühle Schmerz, fühle Lust; ich schmecke Süßes, rieche Rosenduft, höre Orgelton, sehe Roth…‘“

In neuerer Zeit nahmen etwa Peter Bieri und Hans Flohr zu dieser Haltung Stellung – der erste zustimmend, der zweite ablehnend. Der Göttinger Mathematiker David Hilbert versuchte zu kontern: „Wir müssen wissen. Wir werden wissen.“